# Suite!
| Recensione            | Giudizio |
| --------------------- | -------- |
| All About Jazz        |          |
| All About Jazz        |          |
| All About Jazz        |          |
| All About Jazz        |          |
| Jazz Journal          |          |
| Musica                |          |
| Jazzport              |          |
| Chicago Jazz Magazine | /        |
| Jazz’ Halo            | /        |
| Jazzrytmit            | /        |
| JazzdaGama            | /        |
| Jazz Hot              | /        |

Suite! è il diciassettesimo album in studio registrato negli Stati Uniti da Roberto Magris per la casa discografica JMood di Kansas City ed è stato pubblicato nel 2019. È il primo disco inciso da Magris a Chicago, assieme a musicisti della scena jazz Chicagoana. Si tratta di  un  Concept album composto da 2 Cd di genere Straight-ahead jazz, con influenze Progressive e di Spiritual jazz. La formazione è quella del quintetto, con l’aggiunta di Spoken word in alcuni brani, e con alcuni pezzi incisi in piano solo, provenienti da una successiva session discografica tenutasi a Miami. Il programma è prevalentemente basato su brani e testi originali, con alcune rivisitazioni di standards del jazz e brani pop come In the Wake of Poseidon dei King Crimson, One with the Sun dei Santana ed Imagine  di John Lennon.

## Tracce
CD 1
1. In the Wake of Poseidon – 8:19 (Aubree Collins/Robert Fripp)
2. Sunset Breeze – 10:36 (Magris)
3. A Message for a World to Come – 16:30 (Magris)
4. Too Young to Go Steady – 7:42 (McHugh)
5. Suite! – 8:09 (Magris)
6. Circles of Existence – 10:56 (Magris)

CD 2
1. (End) of a Summertime – 3:03 (George Gershwin)
2. Perfect Peace – 7:10 (Aubree Collins/Magris)
3. (You’re My Everything) Yes I Am! – 4:29 (Magris)
4. Love Creation – 2:03 (Magris)
5. One with the Sun – 5:35 (Jerry Martini)
6. Never Let Me Go – 5:20 (Livingston/Evans)
7. Chicago Nights – 6:42 (Magris)
8. The Island of Nowhere – 7:05 (Aubree Collins/Magris)
9. Imagine – 4:15 (John Lennon)
10. Audio Notebook – 4:05

## Musicisti
- Eric Jacobson – tromba
- Mark Colby – sassofono tenore
- Roberto Magris – pianoforte e Fender Rhodes
- Eric Hochberg – contrabbasso
- Greg Artry – batteria
- PJ Aubree Collins – voce